# Holomitrium terebellatum
Holomitrium terebellatum är en bladmossart som beskrevs av C. Müller in Renauld och Jules Cardot 1893. Holomitrium terebellatum ingår i släktet Holomitrium och familjen Dicranaceae. Inga underarter finns listade i Catalogue of Life.